# Oude watertoren (Hengelo)
De oude watertoren in de Nederlandse stad Hengelo is ontworpen door architect Jan Schotel en is gebouwd in 1896-1897. De watertoren heeft een hoogte van 29,2 meter en een waterreservoir van 300 m³.
In 1948 is de toren gerenoveerd. In oktober 2010 werd gevreesd dat de heipalen ernstig aangetast waren, waardoor de watertoren overhelt in de richting van het Fanny Blankers-Koen Stadion en gevreesd werd dat de toren zou omvallen. De omgeving werd tot verboden terrein verklaard. Na een second opinion bleek de vrees ongegrond en is het terrein weer toegankelijk verklaard.

## Huidig gebruik
Momenteel heeft de watertoren een nieuwe, tijdelijke bestemming gekregen. Het monumentale watertorencomplex is eigendom van een vastgoedbeheerder. In afwachting van een definitieve invulling van het gebied mag de plaatselijke Stichting In Wording, een ‘spin-off’ van het populaire BAM! Festival, er activiteiten organiseren. Op 8 september 2020 werd bekend dat de watertoren een "bed & bike" zal gaan worden.